# Refugiado

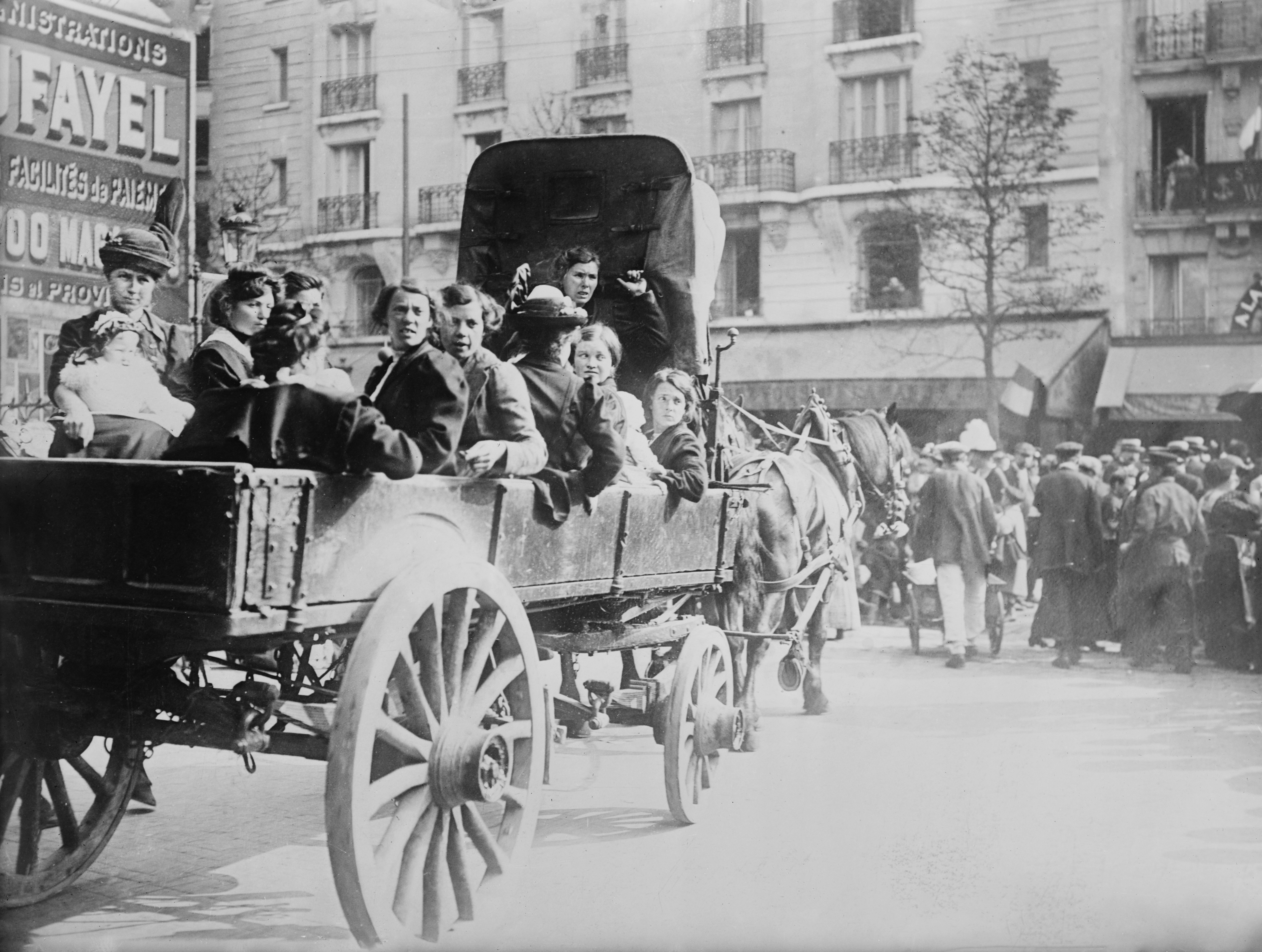
Refugiados belgas em Paris, deslocados por causa da Primeira Guerra Mundial (1914)

Refugiado é toda pessoa que, em razão de fundados temores de perseguição devido à sua raça, religião, nacionalidade, associação a determinado grupo social, opinião política, sexualidade ou identidade de gênero, encontra-se fora de seu país de origem e que, por causa dos ditos temores, não pode ou não quer regressar ao mesmo, devido a grave e generalizada violação de direitos humanos, é obrigado a deixar o seu país de nacionalidade para buscar refúgio em outros países.

## Etimologia e uso
Termos semelhantes em outras línguas descreveram um evento que marca a migração de uma população específica de um local de origem, como o relato bíblico dos israelitas que fugiram da conquista assíria (c.  740 a.C.), ou o asilo encontrado pelos islâmicos o profeta Maomé e seus companheiros emigrantes com ajudantes em Yathrib (mais tarde Medina) depois de terem fugido da perseguição em Meca. Em inglês, o termo refugiado deriva da palavra raiz refúgio, do francês antigo refúgio, que significa "esconderijo". Refere-se a "abrigo ou proteção contra perigo ou angústia", do latim fugere, "fugir", e refugium, "uma tomada [de] refúgio, lugar para onde fugir de volta". Na história ocidental, o termo foi aplicado pela primeira vez aos huguenotes protestantes franceses que procuravam um lugar seguro contra a perseguição católica após o primeiro Édito de Fontainebleau em 1540. A palavra apareceu na língua inglesa quando os huguenotes franceses fugiram para a Grã-Bretanha em grandes números após o Édito de Fontainebleau de 1685 (a revogação do Édito de Nantes de 1598) na França e a Declaração de Indulgência de 1687 na Inglaterra e na Escócia. A palavra significava "alguém que procura asilo", até cerca de 1916, quando evoluiu para significar "alguém que foge para casa", aplicada neste caso a civis na Flandres que se dirigem para oeste para escapar aos combates na Primeira Guerra Mundial.

## Brasil

### Forma de entrada no país

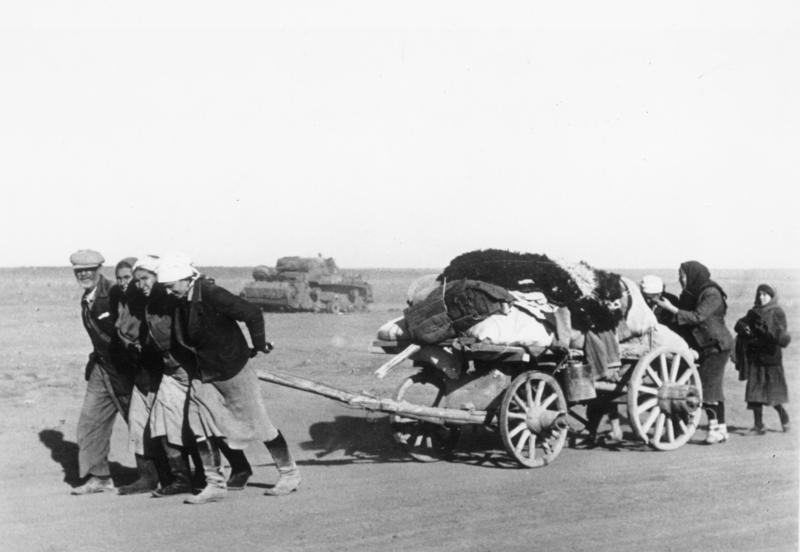
Em Stalingrado, refugiados russos - 1942

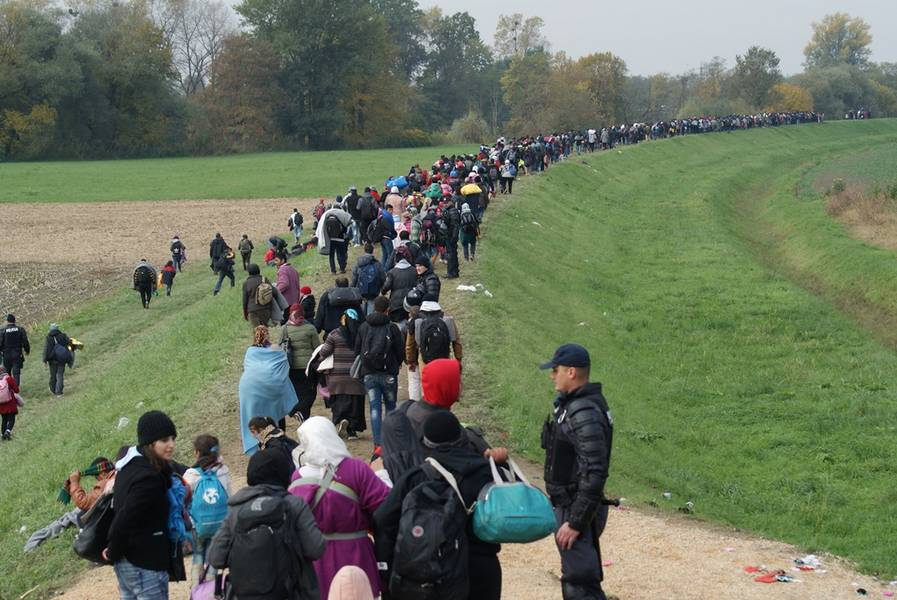
Refugiados sírios tentando entrar na Europa, em outubro de 2015

Vêm pela própria via ou custo, barco, avião ou via terrestre.
Um pequeno número de refugiados também chega em função do Programa de Reassentamento, que oferece uma solução para aqueles refugiados que continuaram a ter problemas de segurança no primeiro país ao qual chegam, ou que enfrentam insuperáveis impedimentos para a integração na nova sociedade. Por exemplo, a impossibilidade de obter documentação que lhes permita trabalhar, ou a impossibilidade de obter acesso à educação para os filhos menores. Esse caso está previsto na Convenção de 1951, o qual todo cidadão de um país que sente-se ameaçado e perseguido, porém enquadre-se na condição acima, pode solicitar asilo.
O Programa de Reassentamento, firmado entre o Governo do Brasil e o ACNUR no ano de 1999, tem 16 países que dele atualmente participam:
- Austrália
- Benim
- Brasil
- Burkina Faso
- Canadá
- Chile
- Dinamarca
- Estados Unidos
- Finlândia
- Irlanda
- Islândia
- Noruega
- Nova Zelândia
- Países Baixos
- Suécia
- Suíça

Cada país tem sua cota de reassentamento anual e critério de seleção próprio.

### O Brasil e os refugiados
- Desde o início da formação de um marco internacional de proteção aos refugiados, o país tem desempenhado certa liderança na área.
- E foi o primeiro país do Cone Sul a ratificar a Convenção de 1951 sobre o Estatuto dos Refugiados.
- Em 1997, passou a ser o primeiro país do Cone Sul a sancionar uma lei nacional de refúgio, a Lei 9 474/97.[7] Essa lei conjuga tanto a definição clássica de refugiado, estabelecida pela Convenção Relativa ao Estatuto dos Refugiados, de 1951;[8] como a definição de refugiado estabelecida pela Declaração de Cartagena sobre Refugiados de 1984.[9]
- Juntamente com a Venezuela, o Brasil foi um dos primeiros países a fazer parte do Comitê Executivo do ACNUR, que é formado por países que demonstram maior compromisso com os refugiados.
- Em 2016, havia 8 863 refugiados de cerca de 79 nacionalidades vivendo no Brasil. O maior grupo era formado por sírios, com cerca de 2 298 pessoas; seguidos de Angola e Colômbia, com 1 420 e 1 110 refugiados reconhecidos, respectivamente. Do total de pedidos de refúgio feitos ao Brasil entre os anos de 2010 e 2015, 13,2% estão entre indivíduos de 0 e 12 anos; 4,8% entre 13 e 17 anos; 42,6% entre 18 e 29 anos; 36,2% entre 30 e 59 anos e 1,8% têm mais de 60 anos. Em se tratando de gênero, 71,8% são homens. O Senegal liderava a lista de pedidos de refúgio, com 24,5% das solicitações, segundo dados do Comitê Nacional de Refugiados (Conare), do Ministério da Justiça.[10]
- Em dezembro de 2018, o país registrava: 11 231 refugiados reconhecidos, sendo 72% homens e 28% mulheres. Entretanto, havia 161 057 solicitações de reconhecimento da condição de refugiado. O maior grupo continuava sendo sírio. Os registros mostravam: 36% sírios; 15% congoleses; 9% angolanos; 7% colombianos e 3% venezuelanos.[11]
- Estes últimos, os venezuelanos, é uma novidade, já que o Brasil aplicou a definição ampliada de refúgio, estabelecida pela Declaração de Cartagena, apenas em julho de 2019. Após analisar solicitações dessa condição de refugiados de venezuelanos, o país reconheceu 174 casos sob esse critério.[12]

### CONARE
No Brasil, existe o CONARE, Comitê Nacional para os Refugiados, que, dentre outras atribuições, recebe as solicitações de refúgio.

### Sociedade Civil
De acordo com o artigo 14, inciso VII, da Lei 9 474/97, o CONARE (Comitê Nacional para os Refugiados) é composto, dentre outros, por um representante de organização não-governamental, que se dedique a atividades de assistência e proteção de refugiados no País. Desde a institucionalização do sistema de refúgio vigente no Brasil, com a implementação do CONARE, a sociedade civil é representada pela Cáritas Arquidiocesana do Rio de Janeiro, com direito a voto, tendo a Cáritas Arquidiocesana de São Paulo como suplente. O Instituto de Migrações e Direitos Humanos também participa como membro convidado, sem direito a voto.
A Cáritas Arquidiocesana de São Paulo e do Rio de Janeiro, bem como o Instituto de Migração e Direitos Humanos, em Brasília, desenvolvem há décadas o trabalho de acolhimento às pessoas solicitantes de refúgio, proteção legal, integração e assistência às pessoas refugiadas e solicitantes. As Cáritas também estão engajadas na criação de políticas locais de integração de refugiados, solicitantes e migrantes, através da criação de Comitês Estaduais e Municipais.
Na cidade de São Paulo, existe desde 2010 o Adus - Instituto de Reintegração do Refugiado, OSCIP dedicada à integração dos refugiados no município e região, contando com programas de inserção laboral, cultura, ensino de português, dentre outros.

### Universidades
Algumas Universidades têm desenvolvido pesquisa e extensão na área de refugiados e direito internacional. Um exemplo disso é o GAIRE - Grupo de Assessoria a Imigrantes e a Refugiados, ligado ao Serviço de Assessoria Jurídica Universitária da Universidade Federal do Rio Grande do Sul (GAIRE/SAJU/UFRGS). Criado em 2006 como grupo de pesquisa, o GAIRE é, desde 2007, um grupo de extensão universitária que presta, gratuitamente, assessoria jurídica, psicológica e social a imigrantes, a refugiados e a solicitantes de refúgio – isto é, para pessoas em situação de alta vulnerabilidade. Sua dinâmica de trabalho envolve a atuação multidisciplinar e voluntária de estudantes e de profissionais de diversas áreas, como Direito, Relações Internacionais, Psicologia, Letras, Ciências Sociais, Políticas Públicas e Serviço Social.
A assessoria jurídica a refugiados e a imigrantes é fundamental devido ao alto grau de desconhecimento da legislação brasileira por parte dessa população e da sociedade em geral. Um migrante que passa a habitar o país sente necessidade de orientação em assuntos legais para poder se integrar e para ter consciência dos seus direitos e deveres. As questões tratadas pelo GAIRE envolvem pedidos de naturalização e de nacionalização, problemas relativos a vistos, direito trabalhista e previdenciário, direito de família, direito do consumidor, acesso a políticas públicas (sobretudo educação e saúde) e auxílio no processo de solicitação de refúgio. O grupo realiza atendimentos mediante agendamento.
O GAIRE possui um forte trabalho em rede, destacando-se a parceria com Alto Comissariado das Nações Unidas para Refugiados (ACNUR), com a Associação Antônio Vieira (ASAV), com a Defensoria Pública da União e com o CIBAI Migrações. Ademais, integra o Fórum Permanente de Mobilidade Humana do Rio Grande do Sul (FPMH) e os Comitês Estadual e Municipal de Atenção a Migrantes, Refugiados, Apátridas e Vítimas de Tráfico de Pessoas (COMIRAT-RS e POA) e tem representantes junto ao Comitê de Acompanhamento pela Sociedade Civil sobre ações de Migração e Refúgio (CASC-Migrante) da Secretaria Nacional de Justiça.
A UFRGS (Universidade Federal do Estado do Rio Grande do Sul) e outras 11 universidades também integram a Cátedra Sérgio Vieira de Mello, organizada pelo ACNUR, cujo objetivo é estimular o ensino, a pesquisa e a extensão na temática de refugiados.

## Dia do refugiado

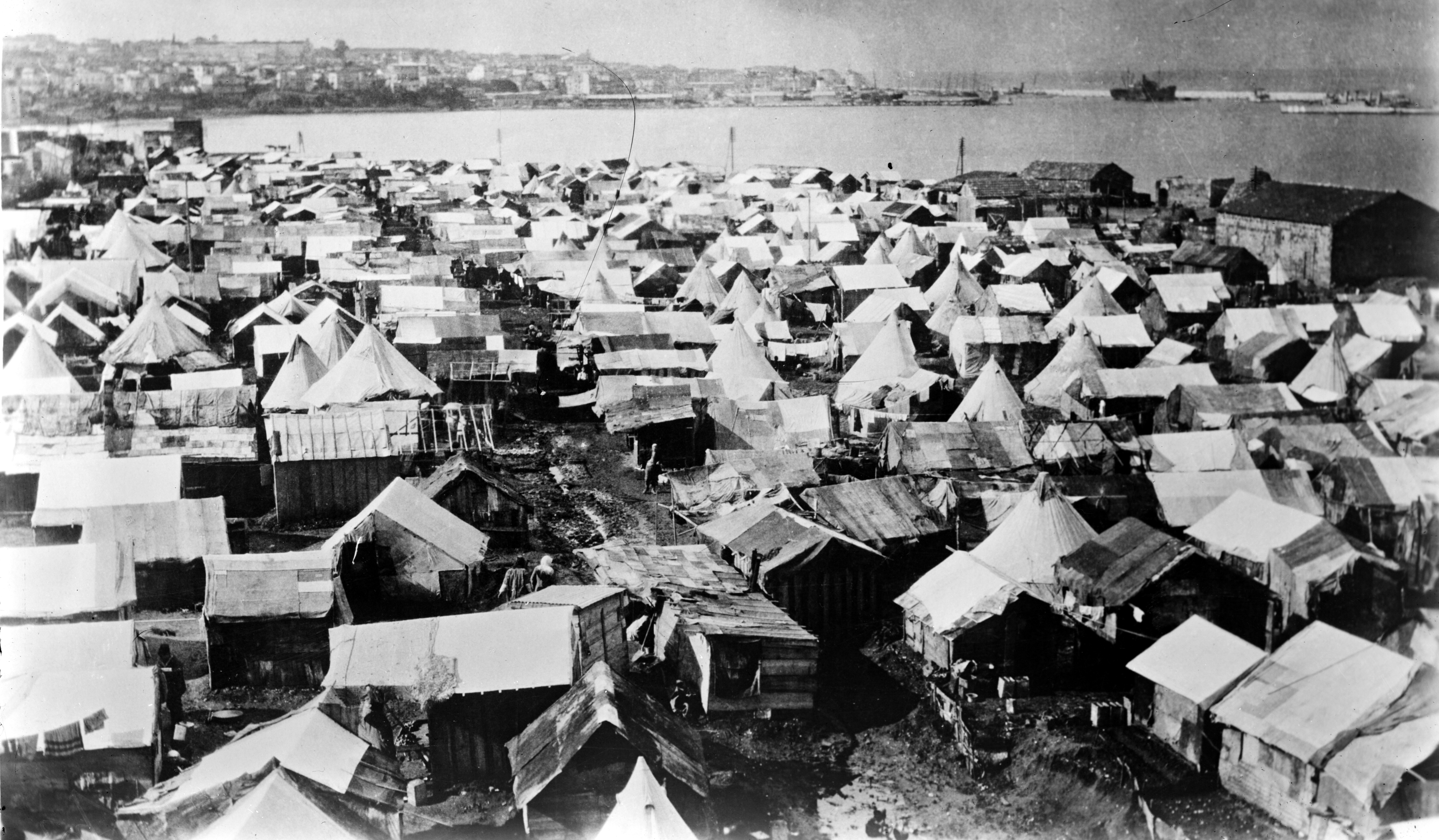
Campo de refugiados em Beirute, no Líbano

O seu dia foi estabelecido no dia 20 do mês de junho de cada ano, a ser livremente comemorado em cada país conforme a sua legislação local, pelo Alto Comissariado das Nações Unidas para Refugiados (ACNUR). Este organiza uma série de eventos sobre o tema durante toda a semana.

## Dinamarca
No dia 26 de janeiro de 2016, o Parlamento Dinamarquês decidiu que irá confiscar "bens e objetos aos imigrantes até um valor máximo de 1 300 euros".

## Estudos de refugiados
Com a ocorrência de grandes casos de diáspora e migração forçada, o estudo das suas causas e implicações emergiu como uma área interdisciplinar legítima de investigação, e começou a crescer em meados do século XX, após a Segunda Guerra Mundial. Embora contribuições significativas tenham sido feitas antes, a segunda metade do século XX viu o estabelecimento de instituições dedicadas ao estudo dos refugiados, como a Associação para o Estudo do Problema Mundial dos Refugiados, que foi seguida de perto pela fundação dos Estados Unidos Alto Comissariado das Nações Unidas para Refugiados. Em particular, o volume de 1981 da Revisão da Migração Internacional definiu os estudos sobre refugiados como "uma perspectiva abrangente, histórica, interdisciplinar e comparativa que se concentra nas consistências e padrões da experiência dos refugiados". Após a sua publicação, o campo viu um rápido aumento no interesse acadêmico e na investigação acadêmica, que continua até o presente. Mais notavelmente em 1988, o Journal of Refugee Studies foi estabelecido como o primeiro grande periódico interdisciplinar da área.
O surgimento dos estudos sobre refugiados como um campo de estudo distinto tem sido criticado por estudiosos devido à dificuldade terminológica. Dado que não existe uma definição universalmente aceite para o termo "refugiado", a respeitabilidade académica da definição baseada em políticas, tal como descrita na Convenção sobre os Refugiados de 1951, é contestado. Além disso, os académicos criticaram a falta de uma base teórica para os estudos sobre refugiados e o domínio da investigação orientada para políticas. Em resposta, os estudiosos tentaram orientar o campo no sentido de estabelecer uma base teórica para os estudos dos refugiados através de "situar estudos de grupos específicos de refugiados (e outros migrantes forçados) nas teorias de áreas cognatas (e disciplinas principais), [fornecendo] uma oportunidade para utilizar as circunstâncias particulares das situações de refugiados para iluminar estas teorias mais gerais e, assim, participar no desenvolvimento das ciências sociais, em vez de conduzir os estudos sobre refugiados para um beco sem saída intelectual". Assim, o termo refugiado no contexto dos estudos sobre refugiados pode ser referido como "rubrica legal ou descritiva", abrangendo origens socioeconômicas, histórias pessoais, análises psicológicas e espiritualidades.